# Carpodacus davidianus
A Carpodacus davidianus a madarak osztályának verébalakúak (Passeriformes) rendjébe és a pintyfélék (Fringillidae) családjába tartozó faj.

## Rendszerezése
A fajt Alphonse Milne-Edwards francia ornitológus írta le 1865-ben. Szerepelt a pompás pirók (Carpodacus pulcherrimus) alfajaként Carpodacus pulcherrimus davidianus néven is.

## Előfordulása
Ázsia délkeleti részén, Kína és Mongólia területén honos. Természetes élőhelyei a mérsékelt övi, szubtrópusi vagy trópusi cserjések

## Természetvédelmi helyzete
A Természetvédelmi Világszövetség Vörös listáján nem szerepel.